# Tethya boeroi
Tethya boeroi är en svampdjursart som beskrevs av Sarà 1992. Tethya boeroi ingår i släktet Tethya och familjen Tethyidae.
Artens utbredningsområde är havet utanför Papua Nya Guinea. Inga underarter finns listade i Catalogue of Life.